# Neososibia guizhouensis
Neososibia guizhouensis är en insektsart som beskrevs av Chen, S.C. och Y. Ran 2002. Neososibia guizhouensis ingår i släktet Neososibia och familjen Diapheromeridae. Inga underarter finns listade i Catalogue of Life.